# Bulbophyllum windsorense
Bulbophyllum windsorense là một loài phong lan thuộc chi Bulbophyllum.